# John Beaufort, 1:e earl av Somerset
John Beaufort, förste earl av Somerset, född cirka 1373, död 16 mars 1410, var äldst av fyra barn till Johan av Gent, hertig av Lancaster, och hans älskarinna (senare hans fru) Katherine Swynford. 

## Biografi
Beaufort föddes omkring 1373, och efternamnet kommer antagligen från hans födelseplats, hans fars borg Beaufort i Anjou i Frankrike. Familjens emblem var det fällgaller som finns på baksidan av brittiska enpence-mynt. Johan av Gent lät sin brorson Rikard II av England förklara Beaufort-barnen legitima 1390, med det viktiga förbehållet att de inte kom i fråga för tronföljden, trots att de var barnbarn till Edvard III av England. 
Det antas att detta kan ha varit ett "privat" beslut (det vill säga att det inte nedtecknades i de offentliga handlingarna), eftersom hertigen i januari 1397 hade fått parlamentet att utfärda en liknande förklaring med samma förbehåll. Senare den månaden gifte sig Gent med Katherine, trots att de hade levt isär under flera år, möjligen därför att deras barn offentligt skulle bli förklarade som legitima. Samtidigt som detta lagvrängeri ledde till stor blodsutgjutelse och förstörelse möjliggjorde det för en av Beaufortättlingarna att bli kung som Henrik VII.
John Beaufort utnämndes till earl av Somerset 10 februari 1397. Den 28 september samma år gifte han sig med Margaret Holland, dotter till Thomas Holland, 2 earl av Kent. Dagen efter utnämndes han till Markis av Somerset och Dorset. Vid något annat tillfälle det året blev han även strumpebandsriddare. Han förlorade sina två markisat 1399 sedan Henrik IV bestigit tronen. 1404 blev han Constable of England.
Han och hans hustru hade sex barn:
- Henry Beaufort, 2:e earl av Somerset (cirka 1401 - 25 november 1418).
- John Beaufort, 1:e hertig av Somerset (döpt 25 mars 1404, död 27 maj 1444).
- Thomas Beaufort, Earl of Perche (cirka 1405 - 1432).
- Johanna Beaufort (cirka 1406 - 15 juli 1445), som gifte sig med Jakob I av Skottland.
- Edmund Beaufort, 2:e hertig av Somerset (cirka 1406 - 22 maj 1455).
- Margaret Beaufort (cirka 1409 - 1449). Gifte sig med Thomas de Courtenay, 14:e earl av Devon.